# Isla Jeannette
La isla Jeannette (del ruso: Остров Жанне́тты, Ostrov Zhannetty) es la isla más oriental del grupo de las islas De Long del archipiélago de las islas de Nueva Siberia en el mar de Siberia Oriental. Es la segunda isla más pequeña del grupo De Long, teniendo sólo 2 km de longitud. Tiene una superficie de aproximadamente 3.3 km². El pico más alto de la isla alcanza los 351 m. Esta cubierta de glaciares y neviza.
Fue descubierta en 1881 por la expedición del «USS Jeannette», al mando del teniente comandante George W. DeLong. Son parte de la Federación de Rusia.